# Ryszard Gellert
Ryszard Gellert (ur. 5 grudnia 1953 w Słupsku) – polski lekarz internista i nefrolog, nauczyciel akademicki, profesor nauk medycznych, konsultant krajowy w dziedzinie nefrologii, dyrektor Centrum Medycznego Kształcenia Podyplomowego w latach 2016-2024.

## Życiorys
Urodził się w Słupsku, w lekarskiej rodzinie Jana Gellerta (1924–1976), powstańca warszawskiego, i Janiny Bauer-Gellert, działaczki konspiracyjnej w czasie II wojny światowej. Jego dziadkami byli Maria Bauerowa ps. „Renata”, również działaczka konspiracyjna, oraz Jan Aleksander Bauer, lekarz, ofiara zbrodni katyńskiej. W 1978 ukończył studia w Wydziale Lekarskim Akademii Medycznej w Warszawie. Specjalista chorób wewnętrznych (I stopień w 1983 i II stopień w 1986), medycyny rodzinnej (1999) i nefrologii (II stopień w 1999). Stopień doktora nauk medycznych uzyskał w 1984 w Akademii Medycznej w Warszawie na podstawie pracy pt. Mannitol w leczeniu przewodnienia u pacjentów przewlekle dializowanych. W 1992 w tej samej uczelni uzyskał stopień doktora habilitowanego na podstawie pracy pt. Zmiany średniej objętości krwinek czerwonych (MCV) w czasie hemodializ. W 2004 otrzymał tytuł naukowy profesora nauk medycznych.
Zawodowo związany ze Szpitalem Bielańskim i Centrum Medycznego Kształcenia Podyplomowego, w którym jest  i kierownikiem Kliniki Nefrologii i Chorób Wewnętrznych. Ponadto w CMKP pełnił funkcje m.in. kierownika Studium Kliniczno-Dydaktycznego. W dniu 27 kwietnia 2016 decyzją Kolegium Elektorów został wybrany na funkcję Dyrektora Centrum Medycznego Kształcenia Podyplomowego w kadencji 2016–2020. W dniu 25 marca 2020 został kolejny raz wybrany przez Kolegium Elektorów na funkcję Dyrektora Centrum Medycznego Kształcenia Podyplomowego (kadencja 2020–2024). W dniu 25 września 2024 wybrany przez Radę Naukową CMKP na stanowisko Zastępcy Dyrektora - Prorektora ds. Jakości Kształcenia w kadencji 2024-2028.
Od 2016 konsultant krajowy w dziedzinie nefrologii. W 2023 na wniosek prezesa Agencji Badań Medycznych Radosława Sierpińskiego został powołany w skład Naczelnej Komisji Bioetycznej przez ministra zdrowia Adama Niedzielskiego.
Ponadto członek towarzystw naukowych, w tym m.in.: Polskiego Towarzystwa Nefrologicznego i Polskiego Towarzystwa Intensywnej Terapii Interdyscyplinarnej (członek założyciel), a także Dyrektor ds. Informatyki Medycznej ICL Poland (1992–1999), Dyrektor Europejskiego Rejestru Dializ i Transplantacji w Londynie (1996–1998), Dyrektor Generalny Registry of the European Dialysis and Transplant Association – European Renal Association (1996–1998). Prezes Centrali Handlu Zagranicznego THP Metronex SA (2002–2004).
Autor lub współautor ponad 200 publikacji.

## Ordery i odznaczenia
- Krzyż Kawalerski Orderu Odrodzenia Polski (6 maja 2017)[13]
- Złoty Krzyż Zasługi (20 września 2010)[14]
- Medal Komisji Edukacji Narodowej